# Ṣiqilliya
Ṣiqilliya var det arabiska namnet på Sicilien, som mellan 831 och 1091 låg under islamiskt styre.
Från 652 och framåt utsattes det Bysantinska Sicilien (535-827) för räder från det aghlabidiska Ifriqiya (Tunisien). År 826 
hamnade en bysantinsk ämbetsman på Sicilien, Euphemius, i konflikt med den bysantinska kejsaren. Euphemius flydde till Ifriqiya och erbjöd framgångsrikt Ziyadat Allah I av Ifriqiya Sicilien i utbyte mot beskydd. Scilien invaderades av Aghlabiderna året därpå och erövringen ägde rum från 827 till 902. Palermo belägrades 830-831 och blev sedan huvudstad i det aghlabidiska Sicilien; Messina togs 843, Syrakusa 878, och Taormina 902. 
År 909 besegrades Aghlabidererna av fatimiderna, som även övertog Sicilien. År 948 utnämnde fatimiderna, som själva var bosatta i Egypten, kalbidernas huvudman Al-Hasan ibn Ali al-Kalbi som ärftlig ståthållare eller emir på Sicilien. Därefter regerade kalbiderna i praktiken Sicilien som en självständig monarki, emiratet Sicilien, som till namnet var vasall till det fatimidiska Egypten. Kalbiderna bedrev en aggressiv islamiseringspolitik på Scilien. Deras bevattningsprojekt för jordbruket och offentliga byggnadsverk åstadkom dock samtidigt ett visst välstånd. 
År 1053 störtades den sista kalbidiska emiren i en kupp, och en grupp aristokrater utropade en islamisk republik i Palermo. Emiratet Sicilien sönderföll och landet utanför Palermo upplöstes i lokala muslimska taifastater eller qaditstater. De små staterna sönderföll snart i inbördes stridigheter. Ziriderna från Ifriqiya (Tunisien) invaderade Sicilien och erövrade den ena efter den andra av småstaterna. 
En av småkungarna, Ibn Thumna, anlitade 1061 normandiska legosoldater under Roger av Hauteville till hjälp. Normanderna erövrade nordöstra delen av Sicilien och stred mot ziriderna tills normandernas seger i slaget vid Misilmeri 1068 slutligen tvingade ziriderna att lämna Sicilien och återvända till Nordafrika. Normanderna bildade därefter det normandiska grevskapet Sicilien och erövrade resten av det muslimskt styrda områdena på ön: Catania togs 1071, Palermo 1072, Syrakusa 1086 och slutligen Butera, Noto och Malta 1091.